# 3つのとびら
『3つのとびら』は、2003年4月9日から2006年3月17日までNHK教育テレビジョンで放送されていた小学生向けの学校放送（教科：理科）である。

## 概要
番組は以下の3コーナーで構成されていた。
- 発見の扉 - 身近な現象を取り上げて学習の扉を開く。
- 実験の扉 - 2人のプレゼンターがそれぞれの実験内容を発表する。
- 発展の扉 - 課題を発展させてさらに興味を持たせる。

## 放送時間
いずれも日本標準時。別の時間帯での再放送あり。
| 期間                         | 放送時間             |
| ---------------------------- | -------------------- |
| 2003年4月9日 - 2004年3月17日 | 水曜日 11:45 - 11:59 |
| 2004年4月9日 - 2005年3月18日 | 金曜日 10:45 - 11:00 |
| 2005年4月8日 - 2006年3月17日 | 金曜日 10:15 - 10:30 |

## 出演者
- 進行役 - 赤坂泰彦
- プレゼンター - 高橋あゆみ
- プレゼンター - ダンディ坂野

## 放送リスト
| 回 | タイトル                     | 初回放送日     |
| -- | ---------------------------- | -------------- |
| 1  | 物が燃えるとき               | 2003年04月09日 |
| 2  | 酸素のふしぎ                 | 2003年04月23日 |
| 3  | もしも空気がなかったら       | 2003年05月14日 |
| 4  | 体内ツアーへようこそ         | 2003年05月28日 |
| 5  | 追跡!血液ハイウェイ          | 2003年06月11日 |
| 6  | どこでつくられる?でんぷん    | 2003年06月25日 |
| 7  | 二酸化炭素はどこへ?          | 2003年07月09日 |
| 8  | 化石は語る                   | 2003年08月27日 |
| 9  | 噴火で変化                   | 2003年09月17日 |
| 10 | 大地のパズルを解け           | 2003年10月01日 |
| 11 | 水溶液を見極めよ             | 2003年10月15日 |
| 12 | 水はマジシャン               | 2003年10月29日 |
| 13 | 酸・アルカリで色いろいろ     | 2003年11月12日 |
| 14 | 超強力電磁石宣言             | 2003年11月26日 |
| 15 | 電気でマイ磁石               | 2003年12月10日 |
| 16 | 君は次世代エネルギーを見たか | 2004年01月07日 |
| 17 | 落ち葉に住む住人たち         | 2004年01月28日 |
| 18 | すべてはつながっている       | 2004年02月13日 |
| 19 | 彼方からの手紙               | 2004年02月25日 |
| 20 | 夢をかたちに                 | 2004年03月10日 |